# Окулофилия
Окулофилията (oculo: око; philia: привличане) се отнася до хора, които се възбуждат от очите на партньора. Например някои се възбуждат единствено и само от кривогледи хора.
Мнозина осъзнават, че зеницата на окото се увеличава, когато се втренчи в нещо или в някого, който ги привлича или интригува. Жените в Европа капвали химикали в очите си – първоначално беладона – които карали очите им да изглеждат възбудени от ухажорите си. Често в рекламния бизнес разширяването на зеницата се използва при фотографирането на модели.